# Niqmaddu II.
Niqmaddu II. (* vor 1375 v. Chr.; † 1315 v. Chr.) war von 1349 v. Chr. bis 1315 v. Chr. König von Ugarit.

## Vertrag mit Šuppiluliuma I. von Hatti
Der Vertrag von Šuppiluliuma I. mit dem ugaritischen König Niqmaddu II. ist vermutlich Ende des zweiten Syrienfeldzuges des Hethiterkönigs entstanden und aufgrund der anderen darin genannten Könige, vor allem hinsichtlich der dadurch möglichen zeitlichen Einordnung, ein bedeutendes Dokument.

### Tafel Vorderseite
„2 Als Itur-Addu, König von Mukiš, Addu-nerari, 3  König von Nuhašše und Aki-Teššup, König von Nija, 4 von Šuppiluliuma abfielen, 5 sammelten sie ihre Truppen und 6 erpressten Ugarit und 8 zerstörten das Land. 9 Da wandte sich Niqmaddu an 10  an den Großkönig und König von Hatti und schrieb: 11 Mein Herr möge mich aus der Hand der Feinde retten. 14 Die Könige erpressen mich". 16 Der Großkönig sandte Prinzen und Große nebst Fußtruppen nach 18 [Der Text bricht hier ab. Aus dem Zusammenhang ergibt sich aber die Wiederherstellung der Lage in Ugarit und die anschließenden Huldigung vor Šuppiluliuma. Das Anschlussstück zur Tafel Vs folgt]. 1 Und der Großkönig von Hatti 2 sah Niqmaddus Treue. 3 Nun haben beide 4 einen Vertrag 5 geschlossen. 6 Wenn 7 zukünftig 8 Flüchtlinge aus 10 aus anderen Ländern 11 fortgehen und 12 in Ugarit 13 in den Dienst des Königs treten, 15 darf ein anderer König eines anderen Landes 16 sie nicht wegnehmen aus 17 der Verfügung des Niqmaddu und 18 aus der Verfügung seiner Söhne und Enkel, 19 bis in ferne Zeiten.“